# Modsecurity
Modsecurity est un pare-feu applicatif, dont le rôle est de filtrer les requêtes entrant sur un serveur HTTP Apache. Il se présente sous la forme d'un module apache, qui analyse les requêtes reçues grâce à l'emploi d'une base des règles de requêtes considérées comme non souhaitées. Ces règles sont codées sous forme d'expressions régulières.